# 5963 Terryalfriend
5963 Terryalfriend eller 1990 QP2 är en asteroid i huvudbältet som upptäcktes den 24 augusti 1990 av den amerikanske astronomen Henry E. Holt vid Palomarobservatoriet. Den är uppkallad efter Kyle “Terry” Alfriend.
Asteroiden har en diameter på ungefär 10 kilometer och den tillhör asteroidgruppen Koronis.